# 300 (število)
300 (trí stó) je naravno število, za katerega velja 300 = 299 + 1 = 301 - 1.
Sestavljeno število
Trikotniško število
300 je 360 je vsota praštevilskega dvojčka (149 + 151), tudi vsota desetih zaporednih praštevil: 300 = 13 + 17 + 19 + 23 + 29 + 31 + 37 + 41 + 43 + 47.
Harshadovo število